# Orges (Szwajcaria)
Orges – miejscowość i gmina (commune) w zachodniej Szwajcarii, w kantonie Vaud, w okręgu (district) Jura-Nord vaudois.  

## Demografia
W Orges mieszka 406 osób. W 2021 roku 11,8% populacji gminy stanowiły osoby urodzone poza Szwajcarią.